# José Antonio Marco
José Antonio Marco Gaona (Abanilla, 24 marzo 1989) è un cestista spagnolo.